# Sistema di scambio non monetario
Un sistema di scambio non monetario è un'esperienza in cui gli aderenti, su base volontaria, si scambiano beni e servizi senza l'intermediazione del denaro, secondo un rapporto di reciprocità.
Generalmente il denaro istituzionale è sostituito con monete particolari o con il tempo. Il fine ultimo è cercare il benessere sociale e individuale attraverso le relazioni interpersonali, piuttosto che con il consumo di beni. Non bisogna però commettere l'errore di pensare che le varie forme d'economie che fanno a meno del denaro siano un'alternativa alle economie di mercato, le economie senza denaro sono infatti complementari ai sistemi monetari tradizionali e non alternative. Non si tratta dell'abbandono dell'economia mercantile e del ritorno ad un'economia pre-moderna, ma di concepire l'attività economica non solo in una logica individualistica, ma anche di reciprocità al fine di favorire dinamiche di socializzazione.

## Il ruolo del denaro nella società
I sistemi di scambio non monetario non nascono per raccogliere le vittime della competitività, ma per conciliare iniziativa e solidarietà. L'originalità di queste esperienze consiste anche nel fatto che esse non riducono il cittadino né ad un lavoratore, né ad un consumatore. Nelle società postindustriali in cui domina l'interconnessione planetaria non si riesce più a riconoscere il proprio vicino, i luoghi della socializzazione diminuiscono o perdono di senso, cresce l'isolamento degli individui. Il mercato nella sua evoluzione ha certamente permesso il raggiungimento d'importanti traguardi come alti livelli di sicurezza materiale e di libertà, oggi però non favorisce i legami sociali. I sistemi di scambio non monetari possono compensare questa carenza e questa è la loro caratteristica più importante e positiva. Infatti, i legami sociali che le economie senza denaro intendono difendere sono un fondamentale elemento di ricchezza della collettività spesso trascurato dall'economia. La scienza economica non può limitarsi allo studio dei meccanismi di produzione di beni materiali e dei fenomeni mercantili, ma dovrebbe sempre analizzare anche il capitale sociale e l'insieme dei comportamenti umani.
I sistemi di scambio non monetario, studiati In Italia principalmente dall'economista Maurizio Pittau, benché in rapido sviluppo, non hanno un peso economico rilevante, ma contribuiscono ugualmente alla creazione di fiducia e di solide istituzioni sociali. Leggi, contratti e razionalità economica, infatti, non sono sufficienti a garantire stabilità e prosperità alle società moderne, dato che la vitalità delle istituzioni politiche ed economiche dipende in gran parte da una società civile integra e dinamica, caratterizzata da generosità, obblighi morali, doveri verso la comunità, ecc. E oggi le abitudini, i costumi e le disposizioni morali delle persone che stanno alla base di una salda società sono viziate dalla presenza del denaro, ritenuto spesso erroneamente un semplice strumento tecnico. Il denaro, infatti, è nato e si è sviluppato grazie alla rottura dei legami interpersonali e di comunità.
Il denaro non può essere confinato nella sua dimensione economica e dei rapporti transitivi che lo riguardano e bisogna distinguere il concetto di denaro da quello di moneta con la recente evoluzione del denaro contrassegnata da scarsità, da condizionamenti religiosi, da ripercussioni sull'occupazione, da crisi finanziarie, da speculazioni e dalla sua smaterializzazione. I sistemi di scambio non monetario si inseriscono in un mondo in cui si ha la supremazia nell'economia degli aspetti finanziari rispetto a quelli reali e i mutamenti prodotti dal passaggio da un'economia mercantile ad una capitalistica, basata quest'ultima spesso sulla rottura della comunicazione sociale.
Uno degli effetti più importanti prodotti dall'assenza del denaro è l'aumento della fiducia. Il valore concettualmente è stato studiato attraverso la teoria dei giochi, che in sue recenti applicazioni ha dimostrato come la fiducia non sia unicamente influenzata dalla razionalità, ma anche da elementi che la teoria economica classica non ha mai preso in considerazione quali le norme morali, le emozioni, la generosità, i valori, ecc. In particolare dell'altruismo s'illustrano i contributi apportati dalla sociobiologia, dall'antropologia e dalla psicologia, importanti perché hanno permesso di elaborare teorie fondate su una concezione dell'uomo meno rigida di quella della teoria economica classica analizzando sia gli interessi egoistici sia i sentimenti e i valori. L'inserimento del concetto d'altruismo nella teoria economica ha spinto gli studi economici a cercare di determinare come l'inserimento di soggetti generosi nell'interno della società possa modificare la qualità dei rapporti interpersonali. In particolare, applicazioni della teoria dei giochi dimostrano come il processo decisionale dei soggetti non abbia come unico scopo la massimizzazione del guadagno monetario.

## Monete complementari / monete locali
Esistono varie forme di scambi non monetari presenti nei paesi post-industrializzati, dalle prime esperienze in Canada degli anni settanta, agli attuali sistemi come il Member Organized Resource Exchange (MORE) presente negli Stati Uniti d'America e in Giappone, il Local Exchange Trading System (LETS) diffuso in Gran Bretagna e Australia, il Robust Complementary Community Currency System (ROCS) inglese, il Système d'échange local (SEL) e il Tronc de Services comuni in Francia e in paesi francofoni, i Réseaux d'échange Réciproque des Savoirs (RRS) diffusi in Francia, Svizzera, Belgio e Paesi Bassi, la banca del tempo attiva in Italia, Svizzera e Spagna, i Tauschring e il WIR sviluppatisi in Germania e Svizzera e la Rete d'Economia Locale (REL) e il Sistema di Reciprocità Indiretta (SRI) oppure le "Promesse" di Pisa, presenti in Italia.
Tutte queste esperienze hanno la caratteristica di essere meccanismi autoorganizzati in cui qualsiasi aderente può ottenere beni e servizi semplicemente mettendo a disposizione, e quindi offrendo in cambio, i beni e i servizi che può autoprodurre, nel senso più esteso della parola. Si citano anche i Ducati immaginari, il Green dollar, gli Hureai kippu, gli Ithaca hours e gli Hero dollar, monete complementari che hanno operato e operano in parallelo con la moneta convenzionale ed adempiono a delle necessità che le valute convenzionali non soddisfano. Nel 1990 c'erano meno di 100 esperienze di scambio non monetario, ma oggi si possono contare oltre 4.000 comunità che usano sistemi di scambio non monetari per risolvere una vasta gamma dei problemi che variano dalla cura degli anziani alla trasmissione di saperi. Queste esperienze riguardano piccoli gruppi di 50 persone in Australia, una città di 2,3 milioni di persone in Brasile o prefetture di 10 milioni di persone in Giappone.
Non tutte le esperienze formalizzate di scambi non monetari muovono dalle stesse motivazioni e perseguono gli stessi obiettivi specifici, ma il principio è sempre quello di restituire all'uomo l'economia, con i suoi prodotti, e farla ritornare ad essere a tutti gli effetti uno strumento di benessere condiviso. Le valute locali sono state utilizzate in passato ogni volta che una comunità voleva proteggere l'economia interna da fattori esterni quali la guerra o la depressione. Oggi le motivazioni sono diverse. Quando si scambiano beni e servizi senza moneta, o con monete complementari alla valuta nazionale, si valorizza il ruolo della persona nella comunità e, nel caso dei circuiti di credito commerciale, il ruolo delle imprese nell'economia locale. I sistemi di scambi non monetari sono inseriti tra quelle esperienze di pensiero plurale che si contrappongono al pensiero unico economico dominante. Il riferimento di fondo è la coscienza che esistono dei limiti dello sviluppo ed è necessario riuscire a vivere bene pur disponendo di minori risorse naturali e finanziarie. In particolare si pone l'accento sulla necessità di una rivoluzione delle coscienze, piuttosto che quella delle strutture. Questo significa puntare alla qualità della vita piuttosto che al prodotto interno lordo e cercare di costruire insieme, invece che da soli.
Un altro tipo è la moneta complementare emessa sotto forma di credito reciproco fra imprese e professionisti all'interno di un circuito di credito commerciale, conosciuto anche come trade exchange.

## I sistemi di scambio non monetario nel Nord e nel Sud del mondo
Diverso è il ruolo del denaro e dei sistemi di scambio non monetari nelle economie tradizionali del Sud del mondo. Le economie senza denaro hanno un ruolo diverso nelle società moderne rispetto a quelle tradizionali, dove rappresentano spesso una forma di sopravvivenza. Nella società informale, nonostante la monetarizzazione e l'ambiente mercantile circostante, il denaro non ha lo stesso significato, né lo stesso utilizzo delle economie occidentali e il sociale incorpora largamente l'economico. Nella società moderna, il denaro è un'astrazione, infatti, il biglietto di banca e le monete metalliche sono d'uso ristretto. La moneta è innanzi tutto contabile: essa circola con gli assegni e le carte di credito attraverso la garanzia di imprese private, le banche. Nelle periferie popolari di molti paesi del terzo mondo, al contrario, il denaro è concreto e tangibile, è strumento d'acquisizioni di posizioni grazie al gioco degli investimenti; assume spesso le forme arcaiche dei gioielli d'oro e d'argento, oppure del bestiame o dei perizomi, che indicano lo status sociale. In molte zone del terzo mondo il legame sociale funziona sulla base dello scambio; ma lo scambio, che è senza moneta, riposa più sul triplice obbligo di donare, ricevere e restituire che sul mercato. Il fatto centrale e fondamentale in questa logica del dono è che il legame sostituisce il bene.
In ampie zone del Sud del mondo, inoltre, a differenza dei paesi post-industrializzati del Nord, esiste una scarsa monetarizzazione e la società è caratterizzata da legami di solidarietà, bassi livelli di spesa, assenza di dinamiche di creazione di nuovi bisogni e insufficienza della produzione per la vendita. Molti insuccessi nella ricerca dello sviluppo in aree del Sud sono imputabili alle difficoltà di adattare una cultura che favorisce il momento comunitario, la solidarietà e il rapporto inscindibile fra l'uomo e la natura, a modelli che contemplano solo il privato e il profitto. Le strategie di sviluppo che puntavano prioritariamente a politiche monetarie, hanno prodotto spesso unicamente destrutturazione sociale. Come dimostrano le recenti esperienze di scambi comunitari non monetari sviluppatesi nel terzo mondo, hanno invece molta importanza le strategie che poggiano sul modello d'economia neoclanica, dove il sociale permette di superare la povertà. Tra i numerosi esempi di economie non monetaria presenti nel Sud si citano in particolare i Systèmes d'Echanges Communitares presenti in Senegal, l'Interser venezuelano e il Red Global del Trueque nato in Argentina.

## Recenti sviluppi dei sistemi di scambio non monetario
Accanto alle organizzazioni senza fini di lucro che promuovono e favoriscono l'utilizzo di monete complementari e locali, a causa delle rececenti crisi economico-finanziaririe si sono affiancate società che hanno sviluppato un business - a fini utilitaristici e non sociali - in grado di assistere imprese a corto di liquidità, a causa del decremento delle vendite e del relativo fatturato, senza imporre loro alcun esborso monetario: il barter o corporate barter o barter trading, cioè lo scambio multilaterale di beni o servizi in compensazione tramite il quale le imprese associate ad un circuito acquistano beni e servizi assumendo debiti (a tasso zero) nei confronti del circuito stesso che potranno saldare successivamente (acquisto a costo zero con pagamento non monetario posticipato) con la vendita di beni e servizi propri. In questo meccanismo non è necessario l'utilizzo di moneta poiché gli associati usufruiscono di conti virtuali in cui annotano i propri debiti e crediti che non generano alcun interesse.
Se nei periodi di crisi storiche questi sistemi di scambio scomparivano nelle fasi di ripresa economica, oggi molte realtà si affiancano come sistema di scambio e pagamento complementare a quello tradizionale: ne è un esempio Banca WIR nata nel 1934 in Svizzera che permette finanziamenti e investimenti in valute CHF e CHW, cioè franchi svizzeri e Wir svizzeri (moneta complementare) e funge anche da mediatore di barter verso 60000 imprese.
Oggi i principali attori dell'intermediazione in barter sono riuniti nell'IRTA (International Reciprocal Trade Association), associazione non profit volta a promuoverne l'attività a livello mondiale.